# Rumia (planta)
Rumia es un género de plantas herbáceas perteneciente a la familia de las apiáceas.Comprende 14 especies descritas y de estas, 11 en disputa.

## Taxonomía
El género fue descrito por Georg Franz Hoffmann y publicado en Genera Plantarum Umbelliferarum xxxii, 171. 1816. La especie tipo es: Rumia taurica Hoffm.

## Especies
A continuación se brinda un listado de las especies del género Rumia (planta) descritas hasta julio de 2013, ordenadas alfabéticamente. Para cada una se indica el nombre binomial seguido del autor, abreviado según las convenciones y usos.
- Rumia athamantoides DC.
- Rumia capensis Link
- Rumia crithmifolia Koso-Pol.
- Rumia depressa Boiss.
- Rumia frigida Boiss. & Heldr.
- Rumia guicciardii Boiss. & Heldr.
- Rumia kotschyi Boiss.
- Rumia leiogona C.A.Mey.
- Rumia microcarpa Hoffm.
- Rumia multiflora Ledeb.
- Rumia seseloides Hoffm.
- Rumia taurica Hoffm.